# Sette canne, un vestito
Sette canne, un vestito è un cortometraggio del 1949, diretto da Michelangelo Antonioni.
Il documentario è stato girato a Torviscosa in Friuli (oltre che a Varedo in Lombardia), dove negli anni trenta del Novecento, dopo la bonifica delle paludi, era sorta una fabbrica della SNIA per la produzione di rayon, un tempo noto con il nome seta artificiale, dalle piantagioni di canna presenti sul territorio.
Il filmato è stato ritrovato e restaurato dalla Cineteca del Friuli.

## Trama
Seguendo il racconto della voce narrante, viene illustrato l'intero procedimento di trasformazione della materia prima, la canna gentile (Arundo donax), che porta come risultato all'ottenimento della fibra tessile artificiale, il rayon.
Dopo lo sminuzzamento e la bollitura, la canna viene pulita dalle scorie e trasformata in pasta, diventando cellulosa. Entra nelle torri di clorazione e di alcalinizzazione, dove viene sbiancata e purificata e, attraverso la macchina continua, trasformata in fogli di cellulosa.
I fogli di cellulosa vengono passati nelle presse, aggiungendo soda caustica diluita, e disintegrati. La segatura di cellulosa, attraverso un processo chimico che sfrutta il solfuro di carbonio, si trasforma in xantogenato di cellulosa che fuso con la salamoia dà vita alla viscosa.
Al contatto con un acido coagulante la viscosa diventa un filo lucido e solido che viene arrotolato in gomitoli. Dopo una nuova lavatura e sbiancatura si riavvolge in un gomitolo definitivo chiamato "rocca conica", costituito da cento chilometri di filo.
Ora la cellulosa è stata trasformata in una fibra che riproduce le proprietà della seta o fiocchi di seta. Con sette canne si può ottenere un vestito. Da questa materia prima ricavata da paludi fangose si possono realizzare vestiti di alta moda presentati nelle maggiori sfilate del mondo.